# Eriborus regulator
Eriborus regulator là một loài tò vò trong họ Ichneumonidae.